# 蒙福尔拉莫里
蒙福尔拉莫里（法語：Montfort-l'Amaury，法語發音：[mɔ̃fɔʁ lamoʁi]）是法国法兰西岛大区伊夫林省的一个市镇，属于朗布依埃区。名字来源于第一代蒙福爾公爵阿莫里一世，也是法国第五代莱斯特伯爵西蒙·德孟福尔和英国第六代莱斯特伯爵西蒙·德孟福尔的出生地。

## 地理
蒙福尔拉莫里（48°46'38"N, 1°48'33"E）面积5.71 平方千米，位于法国法蘭西島大區伊夫林省，巴黎西南郊，朗布依埃以北20公里处。
与蒙福尔拉莫里接壤的市镇（或旧市镇、城区）包括：吉约讷河畔巴佐什、格罗鲁夫尔、梅雷、莱梅尼勒、伊夫林地区圣莱热。

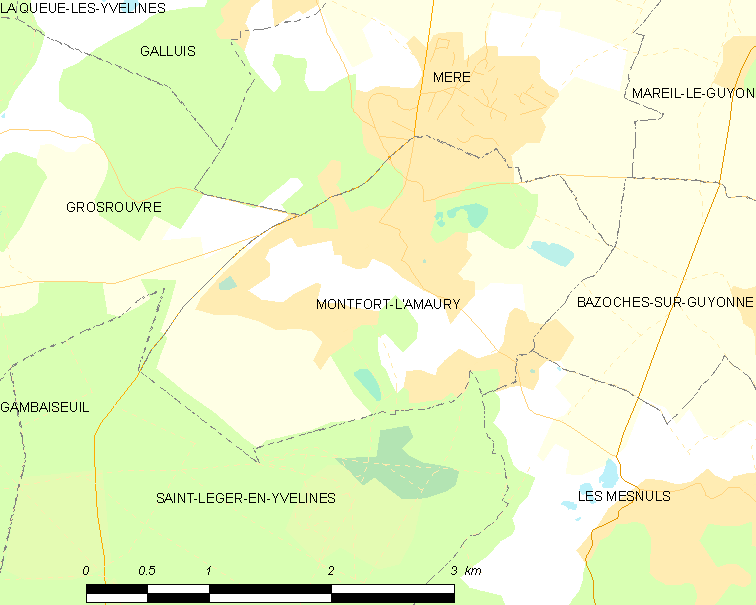
蒙福尔拉莫里的OSM定位图

蒙福尔拉莫里的时区为UTC+01:00、UTC+02:00（夏令时）。

## 行政
蒙福尔拉莫里的邮政编码为78490，INSEE市镇编码为78420。

## 政治
蒙福尔拉莫里所属的省级选区为欧贝让维尔县。

## 人口

1962-2008年间蒙福尔拉莫里人口变化图示

蒙福尔拉莫里于2022年1月1日时的人口数量为2790人。